# Malczyce

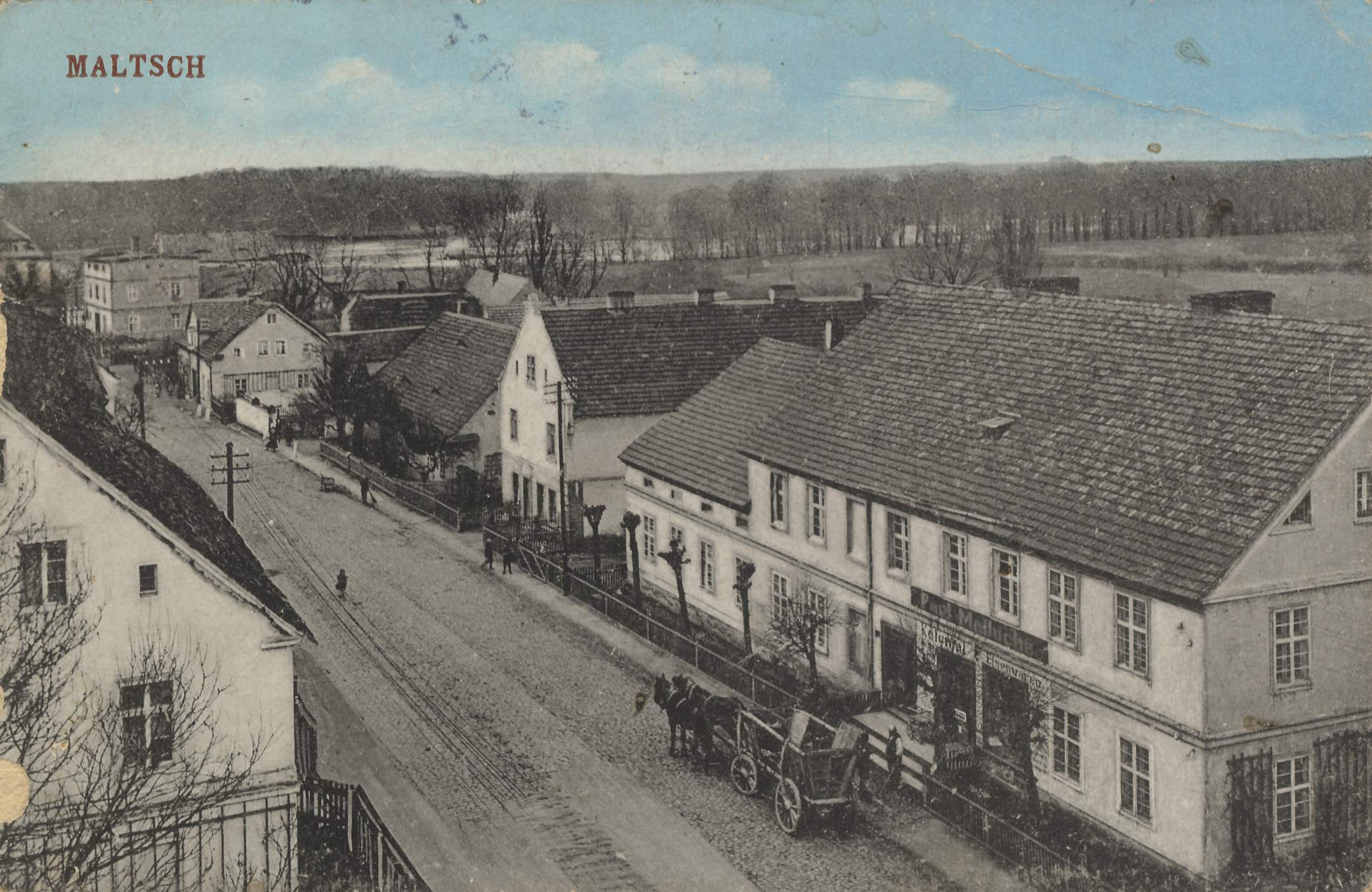
Maltsch auf einer Postkarte

Malczyce (deutsch Maltsch a.d. Oder) ist ein Ort im Powiat Średzki der Woiwodschaft Niederschlesien in Polen. Er ist Sitz der gleichnamigen Landgemeinde mit 5881 Einwohnern (Stand 31. Dezember 2020) und liegt an der Oder etwa auf halbem Weg zwischen Breslau und Liegnitz.

## Geschichte
Der Hafen der Gemeinde an der Oder war ein wichtiger Kohleverladehafen in Schlesien und gehörte der Deutschen Reichsbahn. Der Hafen machte 1941 einen größeren Umschlag als Breslau.
Seit 1902 verband die Kleinbahn AG Jauer–Maltsch den Ort mit Jauer. Bis 1945 war Maltsch eine Gemeinde im Landkreis Neumarkt, Regierungsbezirk Breslau der Provinz Schlesien.
1906 entstand nach Plänen von Hans Poelzig die evangelische Kirche im damaligen Maltsch.
1947 wurden im Rahmen der Aktion Weichsel viele Tausend Menschen ethnischer Minderheiten in Polen zwangsumgesiedelt. Den Lemken, die es nach Malczyce verschlug wurde 1950 die verwaiste evangelische Kirche zugewiesen. Sie bekam den Namen Cerkiew Zwiastowania Przenajświętszej Bogurodzicy w Malczycach. Sie gehört zur polnischen autokephalen orthodoxen Kirche.
Von 1987 bis 1997 wurde die Kirche grundlegend saniert. Durch die Anpassung an die Bedürfnisse einer orthodoxen Kirche wurde die ursprüngliche Konzeption von Poelzig zerstört. Poelzig hat zweifarbigen Putz verwendet, um den Eindruck eines Fachwerkbaus zu erwecken. Das sollte an die Friedenskirchen in Schweidnitz und Jawor erinnern, die im Fachwerkstil erbaut sind. Dadurch wollte Poelzig einen regionalen Bezug der neuen Kirche herstellen.
Vor der Kirche erinnert ein kleines Denkmal an die Zwangsumsiedlung der Lemken.

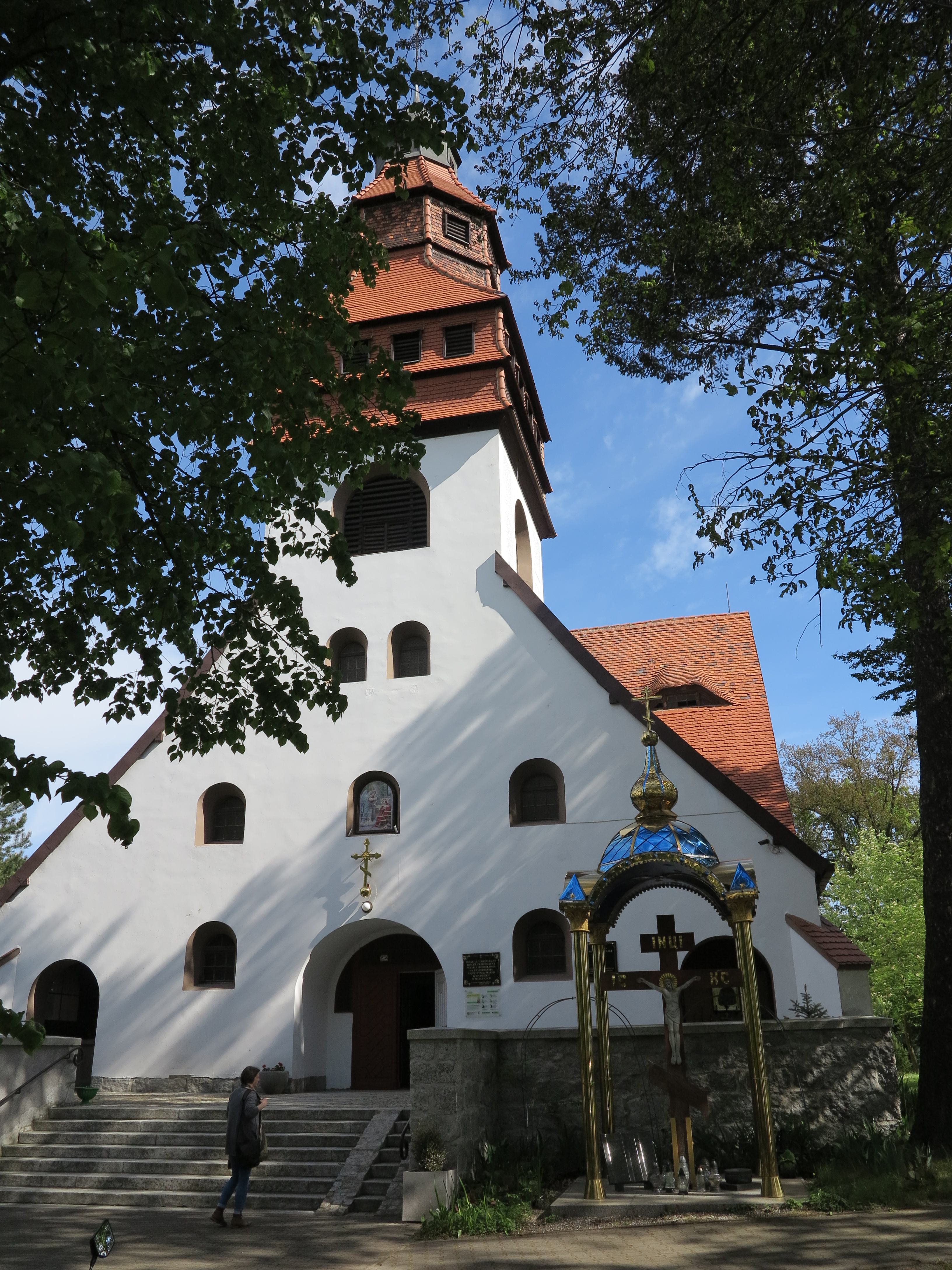
Frühere evangelische, heute autokephal orthodoxe Kirche in Malczyce

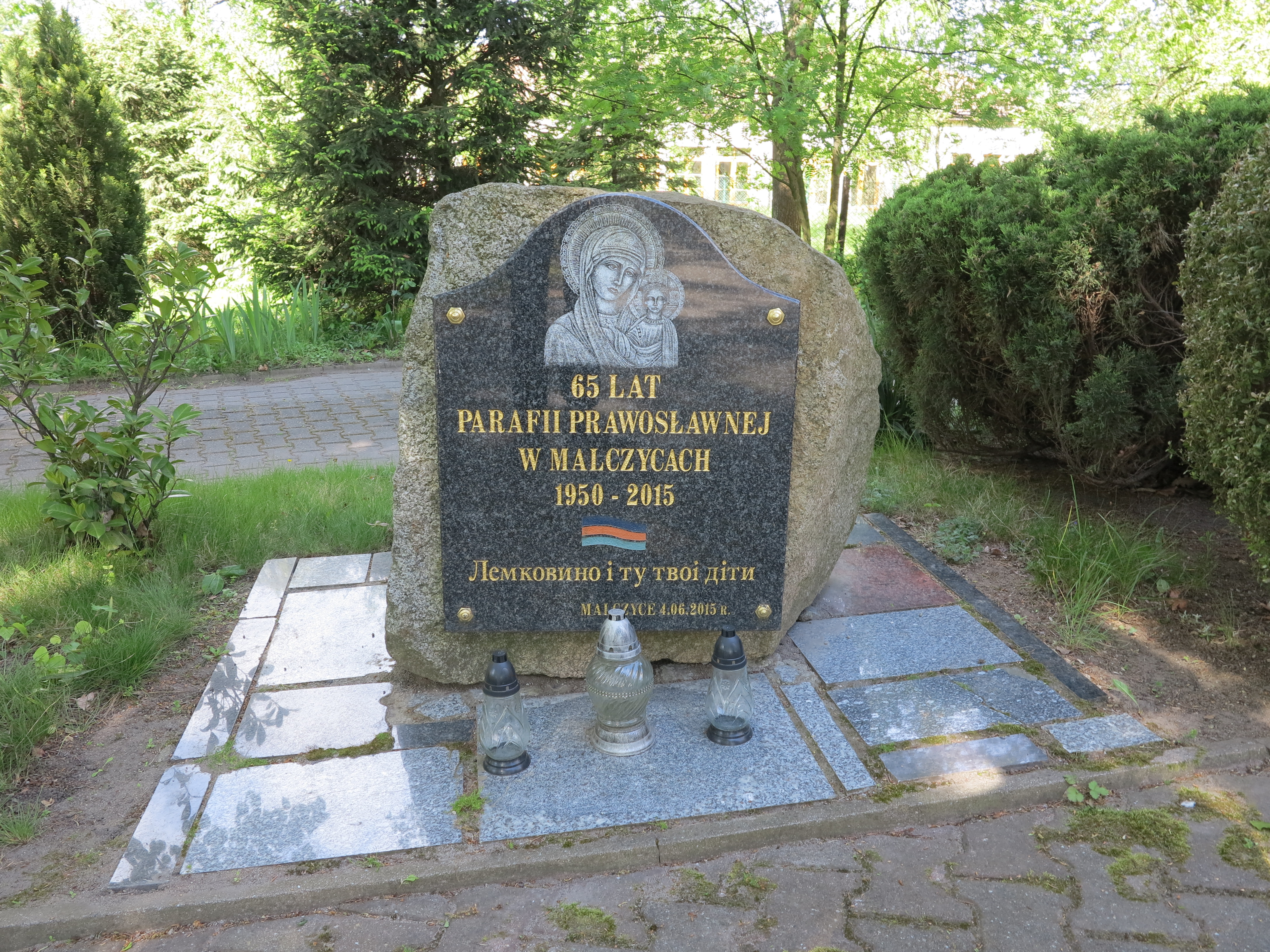
Denkmal zur Erinnerung an die Zwangsumsiedlung der Lemken und die Gründung der autokephalen orthodoxen Gemeinde

## Gemeinde
Zur Landgemeinde (gmina wiejska) Malczyce gehören das Dorf selbst und acht weitere Dörfer mit Schulzenämtern (sołectwa).

## Söhne und Töchter des Ortes
- Franz Josef Freiherr von Heinke (1726–1803), österreichischer Jurist
- Alexander Ziegert (1935–2018), katholischer Geistlicher und Autor
- Peter Kleinert, (1937–2016), Journalist und Dokumentarfilmer
- Edward Janiak (1952–2021), römisch-katholischer Bischof von Kalisz